# 李光洙
李光洙（韓語：이광수；1892年3月4日—1950年10月25日），字寶鏡，號春園、又号孤舟，本貫全州李氏，是韓國近代小說家和詩人，獨立運動家，后变节为亲日。創氏改名時的日本名是香山光郎（日语：／ Kayama Mitsurō）。

## 生平
李光洙於1892年3月4日出生於平安北道定州邑的小農家庭。1902年時，父母因染傳染病雙亡，成為孤兒。後進入東學成為書記，但因官吏的壓迫，1904年李光洙前往京城（現在的首爾）。次年，由親日團體一進會推薦，前往日本明治學院就讀。在日本就讀期間，李光洙組織少年會，並開始在《少年》雜誌上發表詩及評論。1910年中學畢業，李光洙回到韓國，在五山中學任教。後來再次渡日，進入早稻田大學哲學系就讀。
1917年開始，在《每日申報》上開始連載韓國最早的近代長篇小說《無情》。1919年，李光洙和在日本的留學生，起草了「二八獨立宣言書」，後流亡上海，參與大韓民國臨時政府，並擔任過臨時政府的機關報《獨立新聞》報社的社長。
1921年李光洙回到韓國，和許英肅結婚。1923年擔任東亞日報編輯部長，1933年擔任朝鮮日報副社長，在韓國文藝界十分活躍。此時李光洙發表了多部作品，如《再生》、《泥土》等等。1937年因修養同友會事件被捕入獄，半年後因病保釋。而這時李光洙的政治立場，已經由原先的反日，逐漸轉向親日。1939年李光洙成為親日御用團體「朝鮮文人協會」的會長，並響應日本皇民化政策，將自己的姓名改為香山光郎。
1945年韓國獨立後，李光洙隱匿鄉間。1949年因親日叛國罪被捕，後因病假釋。1950年韓戰時被擄至北方，生死不明。後確認其於1950年10月25日在江界市病逝。

## 作品
李光洙的作品數量相當多，主要有小說《無情》、《麻衣太子》、《泥土》、《端宗哀史》、《再生》、《尹光浩》、《徬徨》、《有情》、《異次類之死》、《愛》、《元曉大師》等。另外，李光洙亦著有大量的詩歌及論文，如有名的《民族改造論》、《文學的價值》、《文學是什麼》、《今日我韓青年和情育》、《文士與修養》、《藝術與人生》、《余的作家的態度》、《朝鮮文學的概念》等等。

## 文學地位
李光洙為韓國最早的新體詩人，也是韓國近代長篇小說的開拓者。崔南善、李光洙等人將韓國近代文學推上頂峰。李光洙的作品，帶有強烈的民族意識，批判舊社會儒教陋習，煽動革命精神，具有教化大眾的啟蒙主義思想，說教意味較為濃厚。李光洙早期是個激進的理想主義者，鼓吹通過教育、現代化、示威等方式以獲得獨立。後來他成為現實主義者，以可行性的角度來看待獨立的問題。這時他主要重視道德觀及教育，並用小說來宣傳他的主張。小說《無情》是李光洙的代表作品，也是韓國第一部近代長篇小說。李光洙在文學上，提出很多新的概念，也影響了許多作家的創作，對於韓國近代文學的發展有極大的貢獻，奠定了日後韓國現代文學的基礎。但由於李光洙在政治上的親日傾向，很長一段時間，李光洙的作品在韓國鮮受重視，更乏人研究。近年來自金東仁《春園研究》開始，李光洙逐漸受到韓國學術界的重視，對於李光洙的研究亦日加充實。